# Los Corrales, Michoacán de Ocampo
Los Corrales är en ort i Mexiko.   Den ligger i kommunen Tzintzuntzan och delstaten Michoacán de Ocampo, i den södra delen av landet, 250 km väster om huvudstaden Mexico City. Los Corrales ligger 2 081 meter över havet och antalet invånare är 456.
Terrängen runt Los Corrales är huvudsakligen kuperad, men den allra närmaste omgivningen är platt. Runt Los Corrales är det ganska tätbefolkat, med 139 invånare per kvadratkilometer. Närmaste större samhälle är Pátzcuaro, 12,7 km sydväst om Los Corrales. I omgivningarna runt Los Corrales växer huvudsakligen savannskog.